# Syagrii
I Syagrii erano una famiglia aristocratica della Gallia tardo-antica durante il IV e il V secolo. La famiglia era particolarmente legata alla Gallia Lugdunense (Lione) e la sua sede familiare si trovava nell'area di Augustodunum (Autun).
Membri importanti della famiglia furono:
- Flavio Siagrio, console nel 381 e probabilmente fratello di Elia Flaccilla, prima moglie dell'imperatore Teodosio I.
- Afranio Siagrio, console nel 382.
- Egidio, magister militum per Gallias sotto Maggioriano dal 458, e governatore dello stato romano di Soissons dal 461 alla sua morte nel 464 o 465.
- Siagrio, figlio del precedente, generale romano e sovrano dello stato di Soissons dal 464 al 486.
- Desiderato di Verdun (morto nel 554), vescovo di Verdun e padre di Siagrio di Autun.
- Siagrio di Autun, vescovo di Autun (†600)[2] figlio di Desiderato di Verdun.
- Sigrada d'Alsazia, (†689) madre del conte Guerino di Poitou e del vescovo Leodegario di Autun.